# Czesław Latawiec
Czesław Latawiec (ur. 10 lipca 1902 w Sandomierzu, zm. 9 lipca 1986 w Poznaniu) – polski pedagog, literaturoznawca i filozof.

## Życiorys
Urodzony jako jedno z dziesięciorga dzieci gospodarza Władysława i Marianny z Rutynów. W 1923 roku zdał maturę w Sandomierzu. We wrześniu tego samego roku rozpoczął studia na Uniwersytecie Poznańskim (Wydział Filozoficzny). Na studiach był prezesem Koła Polonistów. Po zakończeniu studiów przez dwa lata pracował jako nauczyciel w Żeńskim Prywatnym Seminarium Nauczycielskim im. Juliusza Słowackiego. W 1930 roku doktoryzował się na Wydziale Humanistycznym Uniwersytetu Poznańskiego (praca „Dziady” Adama Mickiewicza. Nowe oświetlenie problemów). Od 1 września 1930 roku do wybuchu II wojny światowej nauczał w Państwowym Gimnazjum Marii Magdaleny w Poznaniu. Nauczanie kontynuował pod okupacją niemiecką na tajnych kompletach. Pracował jednocześnie jako robotnik w firmie Faustmanna, m.in. realizując budowę wodociągów na Dębcu. Pod koniec okupacji zapędzano go też do budowy fortyfikacji. Jeszcze w trakcie walk o Poznań w 1945 roku otrzymał od nowych władz polecenie otwarcia Gimnazjum im. Karola Marcinkowskiego. Organizował jednocześnie Związek Literatów Polskich w Poznaniu. Z czasem został wizytatorem szkolnym. Organizował też wielkopolskie szkoły. Z uwagi na niepełną zgodność z polityką ówczesnych władz oświatowych w 1952 roku powrócił do nauczania młodzieży (1952–1955 w III LO w Poznaniu, 1955–1963, czyli do emerytury, w Liceum im. Dąbrówki, gdzie uczył jeszcze do 1971 roku).

## Życie prywatne
Żonaty z byłą uczennicą Janiną Wypiśniak (ślub w 1935). Ich córką jest poetka Bogusława Latawiec, urodzona we wrześniu 1939 roku w Wołominie.

## Praca naukowa
Napisał m.in. następujące prace:
- „Dziady” Adama Mickiewicza. Nowe oświetlenie problemów, Poznań, 1929,
- Walka o duszę narodu w twórczości Stanisława Wyspiańskiego, Poznań, 1930,
- Cyprian Kamil Norwid i jego czasy. Tom I. Pierwsze dziesięciolecie twórczości Norwida, Poznań, 1938,
- Cyprian Kamil Norwid i jego czasy. Tom IV. Promethidion na tle platońskich systemów estetycznych XVIII i XIX wieku, Poznań, 1938,
- opracowania z cyklu Literatura polska XIX i XX wieku,
- Sandomierz – moja młodość (pamiętnik), 1987,
- niepublikowane: Zwiastun świtu i jutrzni w twórczości Stanisława Wyspiańskiego, Wszyta w życie. Zagadnienia erotyczne, społeczne i polityczne w twórczości Zofii Nałkowskiej, Mickiewicz na nowo odczytany[1].